# Communauté de communes du Savès (Haute-Garonne)
Pour les articles homonymes, voir Communauté de communes du Savès.
La Communauté de Communes du Savès est une ancienne communauté de communes française, située dans le département de la Haute-Garonne et la région Occitanie.

## Historique
Créée le 2 décembre 2003 par 15 communes du canton de Rieumes et Lherm, la communauté de communes du Savès succède au SIVOM du canton de Rieumes et au SIVU du Pays de Savès. Elle s'est élargie en 2005, les communes de Sainte-Foy-de-Peyrolières et Cambernard l'ayant rejointe le 1er janvier 2005[réf. nécessaire].
Comptant 11 161 habitants lors du recensement général de population de 1999, soit
17,6 % de la population du Pays du Sud Toulousain, la Communauté de Communes du Savès connaît entre 1999 et 2006 une forte croissance démographique. 
Elle regroupe 18 communes qui ont décidé de s'associer au sein d'un espace de solidarité, en vue d'élaborer et de conduire ensemble un projet commun de développement urbain, rural et d'aménagement de leur territoire, afin de fournir aux populations les meilleurs services possibles en prenant en charge ce que les communes ne peuvent réaliser seules, tout en préservant l'identité des communes membres[réf. nécessaire].
Le 1er janvier 2017, les communautés de communes du Savès, du Canton de Cazères et de la Louge et du Touch fusionnent pour constituer la communauté de communes Cœur de Garonne[réf. nécessaire].

## Communes adhérentes
| Nom                       | Code Insee | Gentilé        | Superficie (km2) | Population (dernière pop. légale) | Densité (hab./km2) |
| ------------------------- | ---------- | -------------- | ---------------- | --------------------------------- | ------------------ |
| Rieumes (siège)           | 31454      | Rieumois       | 30,90            | 3 516 (2014)                      | 114                |
| Beaufort                  | 31051      | Beaufortains   | 8,51             | 387 (2014)                        | 45                 |
| Bérat                     | 31065      | Bératais       | 24,46            | 2 919 (2014)                      | 119                |
| Cambernard                | 31101      | Cambernadais   | 8,48             | 467 (2014)                        | 55                 |
| Forgues                   | 31189      | Forguais       | 5,24             | 199 (2014)                        | 38                 |
| Labastide-Clermont        | 31250      | Clermontais    | 14,58            | 677 (2014)                        | 46                 |
| Lahage                    | 31266      | Hageois        | 7,65             | 219 (2014)                        | 29                 |
| Lautignac                 | 31283      | Altinacois     | 17,77            | 277 (2014)                        | 16                 |
| Lherm                     | 31299      | Lhermois       | 27,26            | 3 597 (2014)                      | 132                |
| Monès                     | 31353      | Monésiens      | 2,52             | 84 (2014)                         | 33                 |
| Montastruc-Savès          | 31359      | Astrimontois   | 5,75             | 71 (2014)                         | 12                 |
| Montgras                  | 31382      | Montgrassiens  | 3,99             | 97 (2014)                         | 24                 |
| Le Pin-Murelet            | 31419      | Mureletains    | 12,04            | 165 (2014)                        | 14                 |
| Plagnole                  | 31423      | Plagnolais     | 7,24             | 301 (2014)                        | 42                 |
| Poucharramet              | 31435      | Pocharramétois | 22,53            | 842 (2014)                        | 37                 |
| Sainte-Foy-de-Peyrolières | 31481      | Foyens         | 38,02            | 2 064 (2014)                      | 54                 |
| Sajas                     | 31520      | Sajassiens     | 5,00             | 116 (2014)                        | 23                 |
| Savères                   | 31538      | Saveriens      | 10,71            | 204 (2014)                        | 19                 |

## Démographie
| 1999   | 2009   | 2010   | 2011   | 2012   | 2013   |
| ------ | ------ | ------ | ------ | ------ | ------ |
| 11 161 | 14 447 | 14 855 | 15 308 | 15 806 | 16 026 |

## Administration
| Période | Période | Identité      | Étiquette | Qualité        |
| ------- | ------- | ------------- | --------- | -------------- |
| 2003    | 2016    | Jean Ayçaguer | PS        | Maire de Lherm |

### Siège

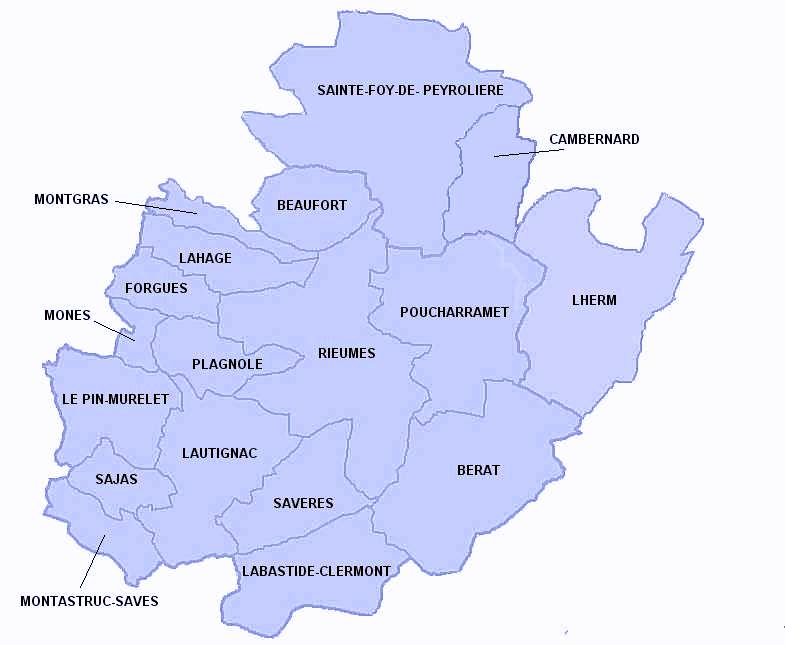
Le territoire de la Communauté de Communes du Savès depuis 2005.

Le siège de la Communauté de Communes du Savès est installé à Rieumes, commune située au centre géographique de la collectivité locale, à 18 km au sud-ouest de Muret, sous-préfecture de la Haute-Garonne.

Cette intercommunalité fait partie du Syndicat Mixte du Pays du Sud Toulousain.

### Les Élus et le fonctionnement
La Communauté de Communes du Savès est administrée par son Conseil Communautaire, composé d'élus des conseils municipaux de chaque commune. 

Le Conseil Communautaire est un bureau comprenant au minimum un représentant par commune. Il se compose d'un Président, de neuf Vice-présidents et de 10 membres.
Le Président et les Vice-présidents animent des commissions de travail qui préparent les décisions qui sont, par la suite, examinées et votées par le Conseil Communautaire. Ce dernier comprend également des élus délégués issus des communes adhérentes, chaque commune ayant au moins deux délégués. Puis, par tranche de 500 habitants et jusqu’à 3 000 habitants, un délégué supplémentaire est attribué. Au-delà, il faut avoir 1 000 habitants de plus pour obtenir un délégué.

Ainsi, Monès, commune la moins peuplée (51 habitants) et la plus modeste en taille (252 hectares), est représentée par deux délégués. De même, Rieumes, siège et cœur de la Communauté de Communes du Savès compte huit délégués pour 3 238 habitants repartis sur 3090 hectares.

Ce mode de représentation cherche à préserver un équilibre entre les Communes, en valorisant l’espace communal tout en tenant compte de la démographie.

### Les ressources financières
- la Dotation globale de fonctionnement (DGF)
- la Taxe d'enlèvement des ordures ménagères (TEOM)
- la Contribution économique territoriale (CET) constituée par
  - la Cotisation foncière des entreprises (CFE)
  - la Cotisation sur la valeur ajoutée des entreprises (CVAE) due par toutes les entreprises dont le chiffre d’affaires est supérieur à 152 500 euros.

### Compétences
La Communauté des Communes du Savès exerce des compétences qui lui sont déléguées par les communes membres. Celles-ci lui ont confié les responsabilités suivantes : 
- Le développement économique

Il passe par la création et la gestion des zones d'activités économiques, le soutien des activités industrielles, artisanales et agricoles.
- La petite enfance

- L'aménagement de l'espace

Élaboration du Schéma de Cohérence Territoriale au sein du Syndicat Mixte du Pays du Sud Toulousain qui organise l'aire urbaine de Toulouse, en particulier dans le domaine des transports collectifs et de l'urbanisme pour accueillir le mieux possible de nouvelles populations tout en préservant les espaces ruraux.
Soutien technique et financier aux communes se dotant de programmes d'assainissements. Réalisation de réserves foncières en vue d'équipements futurs.
- La voirie

- La politique du logement et du cadre de vie

Élaboration d'un programme de promotion du logement social de qualité.
- Protection et mise en valeur de l'environnement

Élimination et valorisation des déchets des ménages.
- Tourisme

Création et gestion d'un office de tourisme chargé de promouvoir un tourisme de proximité, tout en menant des actions de développement et valorisation des chemins de randonnées du territoire, et des espaces naturels remarquables (forêts, lacs, patrimoine, etc.)
- Transport à la demande

Cette compétence consiste à organiser et faciliter les déplacements des personnes isolées.
- Chantiers d'insertion

Cette compétence a pour but de favoriser l'insertion professionnelle et de lutter contre l'exclusion sociale par la mise en valeur du patrimoine mais également des espaces naturels et sentiers.
- Développement des nouvelles technologies de l'information et de la communication

Mise en place d'action visant à développer la couverture internet haut-débit du territoire. 
- Mise à disposition des communes de matériel et véhicules utilitaires

- Portage des repas à domicile

- Promotion des énergies renouvelables

- Ramassage des animaux morts ou errants
- La culture
  - Soutenir techniquement les associations culturelles du territoire et les manifestations à but culturel organisées sur le périmètre de notre Communauté (à l’exclusion des fêtes locales et des manifestations sportives)
  - Promouvoir toute manifestation assurant la valorisation du patrimoine culturel,* Faciliter les relations entre les associations culturelles des communes membres.
- Grands stades

Cette compétence a pour but la gestion, l'entretien et la création de terrains de grand jeu (football, rugby)